# Hyacinthe Chobaut
Hyacinthe Chobaut est un historien, bibliothécaire et archiviste français, né à Avignon le 12 septembre 1889, et mort dans la même ville le 9 octobre 1950.

## Biographie
Hyacinthe Chobaut est le fils d'Alfred Chobaut (1860-1926), médecin et entomologiste avignonnais. Après avoir fait des études au collège Saint-Joseph d'Avignon, il entre à l'École des chartes où il obtient le diplôme d'archiviste-paléographe en 1910 avec une thèse sur les institutions municipales dans le Comtat Venaissin.
Il est nommé archiviste-adjoint du Palais de Monaco en 1912. Après la Première Guerre mondiale il dirige la bibliothèque de Carpentras jusqu'en 1923, avant de passer aux archives du Gard de 1923 à 1928, date à laquelle il est nommé archiviste départemental de Vaucluse.
Membre de l'Académie de Nîmes de 1924 à 1928, il est secrétaire général de l'Académie de Vaucluse entre 1928 et 1937, puis président en 1938-1939, et secrétaire général en 1940-1941.

## Publications
- Les Institutions municipales dans le Comté Venaissin, des origines à 1790, 1910
- Essai sur l'autonomie religieuse de la principauté de Monaco jusqu'à la création de l'évêché, 1913
- Le Consulat seigneurial de l'Isle en Venaissin (XIIe et XIIIe siècles), H. Champion éditeur, Paris, 1913 ; p. 42
- La Société populaire d'Aiguesvives, 1790-1794, 1926
- Avignon et le Comtat Venaissin, Arthaud éditeur, 1932 ; p. 172
- Les Faïenceries et les faïenciers d'Avignon au XVIIIe siècle, p. 179-195, dans Mémoires de l'Académie de Vaucluse, 2e série, 1933 [lire en ligne]
- La chapelle de l'Oratoire, Annuaire de la Société des Amis du Palais des Papes, 1933
- Une famille d'artistes comtadins : les Bernus (XVIIe – XVIIIe siècles), p. 35-49, dans Mémoires de l'Académie de Vaucluse, Tome 36, 1er et 2e trimestre 1934 [lire en ligne]
- La Descendance de Pierre Corneille, 1937
- Les Juifs d'Avignon et du Comtat et la Révolution française : La fin des quatre carrières (1787-1800), dans Revue des Études Juives, janvier-Juin 1937
- L'Industrie des Indiennes à Marseille avant 1680, dans Mémoires de l'Institut Historique de Provence, 2e trimestre 1939
- Documents inédits sur les peintres et peintres-verriers d'Avignon, du Comtat et de la Provence occidentale de la fin du XIVe au premier tiers du XVIe siècle, 1940
- Avec J. Sautel, Joseph Girard, Sylvain Gagnière, Vaucluse, essai d'histoire locale, Éditions Aubanel, Avignon, 1944
- Les Maîtres-cartiers d'Avignon, du XVe siècle à la Révolution, p. 5-84, dans Provence historique, tome5, fascicule 22, 1955 (lire en ligne)